# NGC 5202
NGC 5202 est une galaxie spirale située dans la constellation de la Vierge. Sa vitesse par rapport au fond diffus cosmologique est de 6 738 ± 22 km/s, ce qui correspond à une distance de Hubble de 99,4 ± 7,0 Mpc (∼324 millions d'al). NGC 5202 a été découverte par l'astronome allemand Albert Marth  en 1864.
La classe de luminosité de NGC 5202 est II.